# Sissen
Sissen is een kenmerkend geluid dat wordt geproduceerd door verschillende diersoorten, het klinkt als een verlengde 'S'; s-s-s-s. Veel zoogdieren en reptielen en zelfs sommige geleedpotigen (spinnen en kakkerlakken) maken sissende geluiden ter verdediging. 